# 克里斯蒂安斯霍尔姆
克里斯蒂安斯霍尔姆是德国石勒苏益格－荷尔斯泰因州的一个市镇。总面积8.42平方公里，总人口229人，其中男性120人，女性109人（2011年12月31日），人口密度27人/平方公里。